# 金黃六棱箱魨
金黃六棱箱魨為輻鰭魚綱魨形目鱗魨亞目箱魨科的其中一種，為亞熱帶海水魚，分布於東印度洋澳洲南部及塔斯馬尼亞島海域，棲息深度10-200公尺，體長可達20公分，棲息於大陸棚，生活習性不明。